# AB Felix
AB Felix var en svensk fødevarevirksomhed med hovedsæde i Eslöv. Firmaet blev i 1995 opkøbt af Procordia Food (det nuværende Orkla Foods Sverige). Varemærket Felix benyttes stadigvæk på indlagte grøntsager, ketchup, dressinger og sovse, kartoffelprodukter, syltetøj, puré og færdigretter.

## Historie

### AB P Håkansson
Felix blev grundlagt i 1939, men har en forhistorie i den fabrik som blev grundlagt af Per Håkansson (1842-1918) i Eslöv i 1874 og fremstillede eddikesprit. Håkansson havde da studeret kemi i Lund og været på studierejse til Tyskland. Håkansson udviklede siden salubrin, et antiseptisk middel som blev opfandt da man forsøgte at råde bod mod tuberkulose. Håkansson havde bemærket hvordan eddikesprit lindrede symptomerne hos forkølede. Da Per Håkansson døde i 1918 dannedes en stiftelse og i 1919 overgik virksomheden til AB P Håkansson. Overskuddet fra virksomheden skulle anvendes til forskning og bygning af et sygehjem. Donald Thomson blev administrerende direktør for Felix i 1929 og tog i 1938 på studierejse til Tyskland. Målet var at få kendskab til konservesindustrien, da salget af eddikesprit faldt kraftigt og firmaets eksistens var truet. Thomson besøgte blandt andet Kühne. Gennembruddet kom da AB P Håkansson fik kontakt med Herbert Felix.

### Herbert Felix
Herbert Felix (1908-1973) var på flugt under nazismen og kom til Sverige i 1938 sammen med sin svenske kone Kerstin Cruickshank (1913-1998). Felix boede i Göteborg da han i 1939 blev ansat hos AB P Håkansson og direktør Thomson som behøvede kompetence omkring indlægning. Firmaet ville afsætte sit overskud af eddike og havde opdaget det voksende marked for konserves. Herbert Felix havde en bred erfaring fra familiefirmaet Löw & Felix i den mähriske by Znaim (i dag Znojmo) med rødder tilbage til 1868. Firmaet var blevet kendt i Østrig-Ungarn for deres Znaimer Gurken. Man tog tidligt Felix som varemærke for produkterne. Man anvendte også den tegnede kat som familien Felix havde brugt som varemærke siden 1868, men som de blev nødt til at ophøre med brugen af da man havnede i en retssag med Bulls Press og deres tegneseriefigur Felix the Cat.

### AB Felix
AB P. Håkanssons nye virksomhed begyndte med indlægning af agurker og voksede hurtigt, hvorefter sortimentet blev udvidet med blandt andet rødbeder. Det første år opgik produktionen af agurker til 60 tons, og året efter 200 tons. Et datterselskab, P Håkanssons Konserver AB, blev oprettet med Herbert Felix som chef. Fremgangen gjorde at et nyt, større produktionsanlæg krævedes og i 1940 overtoges det nedlagte mejeri i Västra Sallerup og i 1941 saftstationen i Eslöv. I 1947 købte Herbert Felix sammen med Ivar MG Sandberg aktiemajoriteten i Doktor P Håkanssons stiftelse. Felix blev nu administrerende direktør med Sandberg som bestyrelsesformand. Aktiebolaget Felix overtog produktionen i 1954, og i 1955 fulgte det logo, Felix i hvide versaler på rød baggrund, som stadigvæk benyttes i dag.
I krigsårene 1939-1945 blev produktionen omlagt og man fokuserede i stedet på saft, syltetøj og andet baseret på frugt. Dette stod herefter for 75 % af produktionen; en vigtig kunde var det svenske forsvar. Herbert Felix havde en bemærkelsesværdig fremgang i 1942 hvor man indgik en kontrakt med hæren om levering af 650 tons æblemos og appelsinmarmelade. Foruden leverancerne i sig selv indebar dette at firmaet fik øget sukkerkvote. Herbert Felix forlod midlertidigt firmaet for at som tjekkoslovakisk officer deltage i krigen og virksomheden blev da ledet af Kerstin Felix og Ivar MG Sandberg men hovedsageligt af Yngve Rosenqvist som blev udvalgt som konstitueret administrerende direktør. Efter 2. verdenskrig begyndte man at eksportere, blandt andet til de amerikanske kampstyrker som var stationerede i Vesttyskland. En første vigtig ordre kom fra den amerikanske hær umiddelbart efter krigen, hvilket gav hård valuta og mulighed for at få øget tildeling af rationeret metal.

### Ekspansion
Den store ekspansion skete i 1950'erne da fire ud af 10 industriarbejdere i Eslöv arbejdede på Felix, som i starten af 1960'erne havde 1200 ansatte. Firmaet fejrede fremgangen med produkter som agurkesalat og bostongurka. I løbet af denne periode indledtes også diversificeringen for at gøre firmaet mindre overfølsomt over for sæsonskifte og for at kunne udnytte fabrikskapaciteten bedre.
Agurkeproduktionen toppede i nogle måneder med høst og konservering, den såkaldte Gurkkampanjen. Felix kunne i 1950'erne konstatere en enorm stigning i antallet af ansatte, omsætning og volumen. I 1950 var antallet af ansatte 190 og i 1961 1200. Fra 1950 til 1960 steg omsætningen fra 9 til 55 millioner.
Agurker blev den vigtigste del af Felix frem til 1960'erne. I løbet af 1950'erne begyndte firmaet lige så stille at interessere sig for dybfrost og i 1956 begyndte man at sælge dybfrostvarer, i starten hovedsageligt grøntsager men senere også fisk og frugt. De store konkurrenter var på dette tidspunkt Findus og Björnekulla. Satsningen indebar også en ny fabrik i Simrishamn i 1956. Dybfrosten øgede kraftigt i størrelse både indenfor storkøkkenindustrien og til privat brug i 1950'erne og 1960'erne. Felix var også med til at stifte brancheorganisationen Djupfrysningsbyrån. I 1959 startedes produktionen af babymad i samarbejde med Semper.
Ny indflydelse fra USA fulgte med øgede satsninger på kartoffelprodukter (kartoffelmos og pommes frites) ligesom lanceringen af ketchup i plastflasker. Sixten Holmquist, som sammen med Herbert Felix ledede firmaet, stod bag disse innovationer samt Bostongurkan. En tredje leder af virksomheden var MG Ivar Sandberg, som havde ansvaret for økonomien i en periode hvor firmaet var ekspansivt og investerede store summe i projekter. I 1950'erne og 1960'erne blev der dyrket store mængder svampe, som blev konserveret, i separate svampehuse på området.
I 1959 startede Herbert Felix efter forespørgsel fra sin fætter, den ledende socialdemokrat og senere forbundskansler Bruno Kreisky, en østrigsk afdeling af Felix som fik navnet Felix Austria. Firmaet fik hovedsæde i Mattersburg i det østlige Østrig. Firmaet deler produkter og logo med det svenske Felix, men med tilføjelsen Austria. Satsningen krævede ressourcer og blev dobbelt som dyr som først beregnet.

### Sockerbolaget
Det var familierne Sandberg og Felix, som på dette tidspunkt ejede aktierne. Felix satsede for at følge med konkurrencen fra Findus i Bjuv, hvilket førte til at der blev taget store lån. Løsningen på problemet blev Svenska Sockerfabriks AB, som der i 1960 blev indledt et samarbejde med omkring kartoffeldyrkning og forædling. Sockerbolaget havde som en følge af den stagnerede sukkerindustri startet med at dyrke kartofler og så sig om efter nye virksomheder. Herbert Felix solgte i 1961 80 procent af sit firma til Sockerbolaget som fuldførte købet i 1964.
I forbindelse med købet forlod både Herbert Felix og Sixten Holmquist ledelsen. Samtidig købte Sockerbolaget Reymersholms Livsmedel (tidligere Althinis konservfabrik) i Fågelmara som i 1967 blev integreret i Felix. I løbet af 1960'erne og 1970'erne fulgte flere nye fabriksetableringer og opkøb af virksomheder. Felix etablerede virksomhed i Brønnøysund i det nordlige Norge, hvor man overtog et fryseri i 1961. I 1969 blev en ny fabrik for færdigmad indviet i Eslöv som en del af den store modernisering af produktionen, som Sockerbolaget gennemførte. Tidligere var virksomheden trinvist blevet udvidet og var efterhånden blevet forældet. AB Felix var i Sockerbolagets (skiftede i 1968 navn til AB Cardo) eje i årene 1964 til 1972, hvor det britiske Cavenham Foods blev ny ejer.

### Fra Cavenham til Procordia
I 1972 overtog den britiske fødevaregigant Cavenham Foods Felix. De følgende år skete der omstruktureringer af virksomheden; i 1976 nedlagde man fabrikken i Ystad som blev åbnet i 1970, og i 1977 blev fabrikken i Simrishamn lukket. Antallet af ansatte faldt, men perioden 1973-75 blev den hidtil mest lønsomme i firmaets historie. 1970'ernes lavkonjunktur og ændrede madvaner gjorde at den store ekspansion som firmaet tidligere havde haft gik i stå. Forsøg på at øge eksporten gjorde at Felix International grundlagdes. Felix Austria havnede direkte under Cavenhams ledelse i London. Kävlinge potatiscentral blev en del af Felix i 1973 og i 1980 indviedes en ny kartoffelfabrik, under projektnavnet Potatis 80, i Eslöv. Sven O Månsson som blev administrerende direktør efter Herbert Felix fratrådte sin stilling i 1975 og blev efterfulgt af Ralf Galme.
I 1979 overtog Felix en pizzafabrik i Vansbro, som ud over pizzaer også fremstillede tærter, i dag under navnet Procordia Food. I 1980 ændrede Cavenham deres virksomhedsstrategi, da man besluttede sig for at forlade produktionsleddet for udelukkende at arbejde med distribution. Nu havde Beijerinvest opkøbt Felix, og i 1981 gik Felix og Beijerinvest op i AB Volvo, som i 1984 sælger Felix til firmaet Provendor Food. Dette blev i 1990 fusioneret med statslige Procordia og Pharmacia. I 1992 indviedes en ny ketchup- og sennepsfabrik i Fågelmara, hvor der også produceres mayonnaise, dressing og madolie. Senere omorganiseringer har medført at Felix siden 1995 udelukkende er et varemærke indenfor Procordia Food, i dag ejet af det norske Orkla.